# Скрипничук Василь Михайлович
Васи́ль Миха́йлович Скрипничу́к (22 червня 1958, с. Маркова, Богородчанський район, Станіславська область — 22 січня 2019, м. Івано-Франківськ) — український політик та науковець, член Всеукраїнського об'єднання «Свобода», Голова Івано-Франківської обласної ради (2012—2015). Президент Івано-Франківської обласної федерації волейболу. Голова Івано-Франківської обласної організації Українського товариства охорони пам'яток історії та культури. Учасник російсько-української війни.

## Освіта
Закінчив філологічний факультет Івано-Франківського педагогічного інституту за фахом вчитель (російська філологія) (1975–1979) і юридичний факультет Прикарпатського університету імені Василя Стефаника за фахом юрист (1993–1997).
Кандидат юридичних наук, доцент. Вчену ступінь здобув у 2002 році. Дисертація «Обласна рада в системі місцевого самоврядування в Україні: організація та діяльність» (Національна юридична академія України імені Ярослава Мудрого, 2001).
Є автором більше 50 наукових праць.

## Кар'єра
Професійну діяльність розпочав вчителем загальноосвітньої середньої школи у с. Шаланки Виноградівського району Закарпатської області, в якій працював у період з 1979 по 1982 роки.
У 1982–1984 роках — заступник директора Бабченської восьмирічної школи Богородчанського району Івано-Франківської області.
З 1984 по серпень 1991 року — викладач Івано-Франківського автотранспортного технікуму м. Надвірна.
Протягом серпня — грудня 1991 року працював завідувачем відділу радіомовлення редакції газети «Народна воля», після чого до січня 1993 року — редактором міського телебачення Надвірнянської міської ради народних депутатів.
1993–1994 роки — голова контрольної комісії Івано-Франківської обласної ради народних депутатів.
У 1994–1995 роках — начальник головного управління (департаменту) з гуманітарних питань, заступник голови Івано-Франківської обласної ради з виконавчої роботи.
1995–1998 роки — заступник голови Івано-Франківської обласної державної адміністрації.
1998–1999 роки — керівник секретаріату Івано-Франківської обласної ради.
1999–2002 роки — заступник керівника виконавчого апарату (керівник секретаріату) Івано-Франківської обласної ради.
Починаючи з 2001 року, спочатку за сумісництвом, а згодом й за основним місцем роботи, займався безпосередньою науковою діяльністю, працюючи доцентом кафедри державного управління Івано-Франківського національного технічного університету нафти і газу, завідувачем кафедри правознавства Івано-Франківського національного технічного університету нафти і газу, деканом Карпатського факультету Академії муніципального управління.
У 2010–2012 роках — керуючий справами виконавчого апарату Івано-Франківської обласної ради.
23 листопада 2012 року обраний головою обласної ради.
Є учасником комбатантського об'єднання «Легіон Свободи». 24 липня 2014 року написав заяву добровольцем до української армії з огляду на російсько-українську війну: «я пропонуватиму депутатам наслідувати мій приклад і добровільно написати заяву для того, щоб кожного депутата мобілізували в армію. Таку заяву я написав у Тисменицький райвійськкомат 24 липня».
11 червня 2016 року — відкривав виставку Юрія Бакая «Вапно» у фоє Івано — Франківської обласної ради.
30 червня 2017 року був достроково позбавлений депутатських повноважень за власним бажанням, замість нього в обласній раді буде Наталія Щербій, дружина голови обласної Свободи Михайла Королика.
Помер 22 січня 2019 року у Франківську. 24 січня, в будинку «Просвіти» відбулася церемонія прощання. Похований у селі Монастирчани Богородчанського району.

## Сім'я
Батько Михайло Олександрович (1921—1985) — тракторист колгоспу. Мати Марія Дмитрівна (1928—1999) — домогосподарка. Дружина Галина Іванівна (1965) — молодший науковий працівник сектору народознавства. Сини Василь (1986) та Іван (1992), дочка Галина (1997).